# راتو عادل
راتو عادل (انگلیسی: Ratu Adil)، در زبان جاوه‌ای به معنای شاهزاده عادل است. این عنوان برای منجی یا مسیحایی در نظر گرفته شده بود که قرار بود مردم جاوه را از سلطه بیگانگان آزاد کرده و امپراتوری بزرگی را ایجاد کند.
تسلط خارجی در متن این گفتارها، اغلب به سلطه هلند در هند شرقی هلند گفته می‌شود. راتو عادل جایگاه تقریباً مقدسی داشت. آمدن راتو عادل برای اولین بار توسط پیامبر جایابایا در پرالمبانگ جایابایا پیشگویی شد. گفته شد که رتو عادل در آغاز فقیر و ناشناخته بود. 
چندین راتو عادل وجود داشته‌است. شاید مشهورترین آن‌ها شاهزاده جاوه‌ای دیپونگورو بود که در سال ۱۸۲۵ جنگی را به راه انداخت که اکنون به نام جنگ جاوه شناخته می‌شود و تا سال ۱۸۳۰ ادامه داشت. بعدها، در حدود سال ۱۸۸۰، یکی از بستگان دیپونگورو، شاهزاده پانگران سوریا اینگالوگو، نیز با عنوان راتو عادل شناسایی شد. با این حال، این فقط به این دلیل بود که او با دیپونگورو ارتباط داشت. 

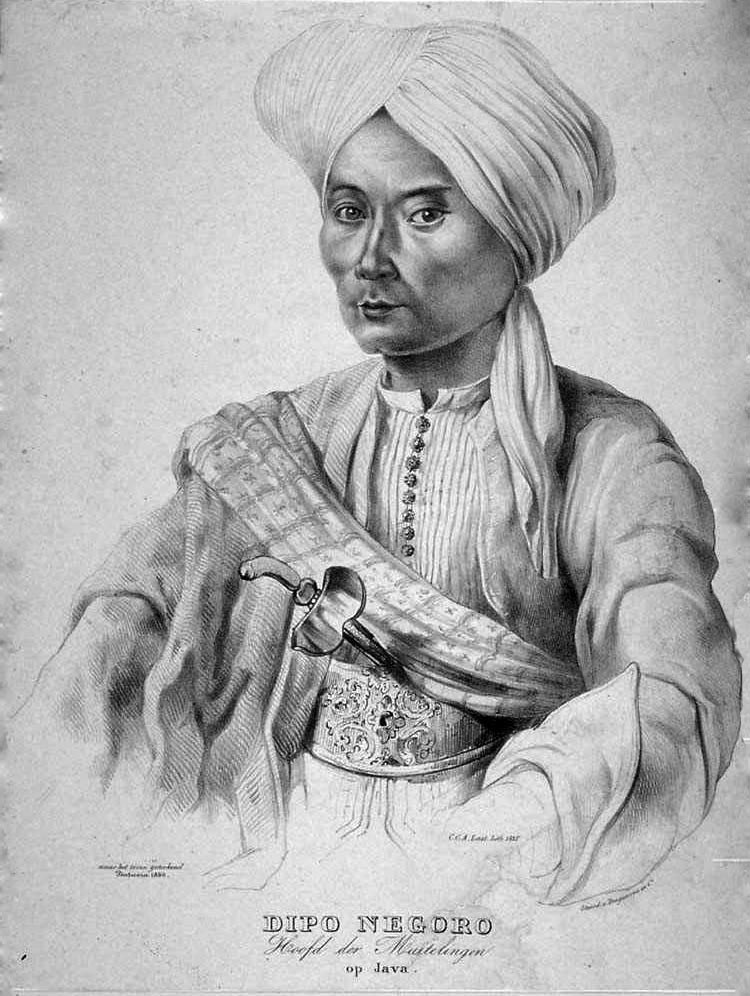
نگاره‌ای از شاهزاده جاوه‌ای دیپونگورو، او در سال ۱۸۲۵ جنگی را به راه انداخت که اکنون به نام «جنگ جاوه» شناخته می‌شود.

به گفته مورخ برنارد دَهم، سوکارنو را نیز در زمان خود راتو عادل می‌دانستند. چهره‌نگاره سوکارنو را افراد به عنوان تعویذ و طلسم حمل می‌کردند تا «در امان بمانند.» اعتماد به نفس سوکارنو دلیلی شد که بسیاری از مردم راتو عادل را در او ببینند. این وضعیت احتمالاً به موفقیت سوکارنو در میان توده‌ها نیز کمک کرده‌است. 
برخی افراد دیگر که راتو عادل به حساب آمده‌اند عبارتند از: سلطان هامنگ کوبوئونو نهم؛ معاون دوم رئیس‌جمهور اندونزی؛ و مگاواتی. 
ژاپنی‌ها در زمان حمله به اندونزی از اعتقاد به راتو عادل استفاده کرده و در این کشور شب‌نامه‌هایی را با متن خود و منسوب به پیامبر جایابایا پخش کردند. در آن نوشته شده بود: «ارتش ژاپن در اندونزی فرود می‌آید تا پیش‌بینی مرحوم اعلی‌حضرت جایابایا را برآورده کند. به یاد تو! زردپوست‌ها از شمال خواهند آمد تا مردم اندونزی را از بردگی هلندی‌ها آزاد کنند.»